# Liste d'œuvres de Sandro Botticelli

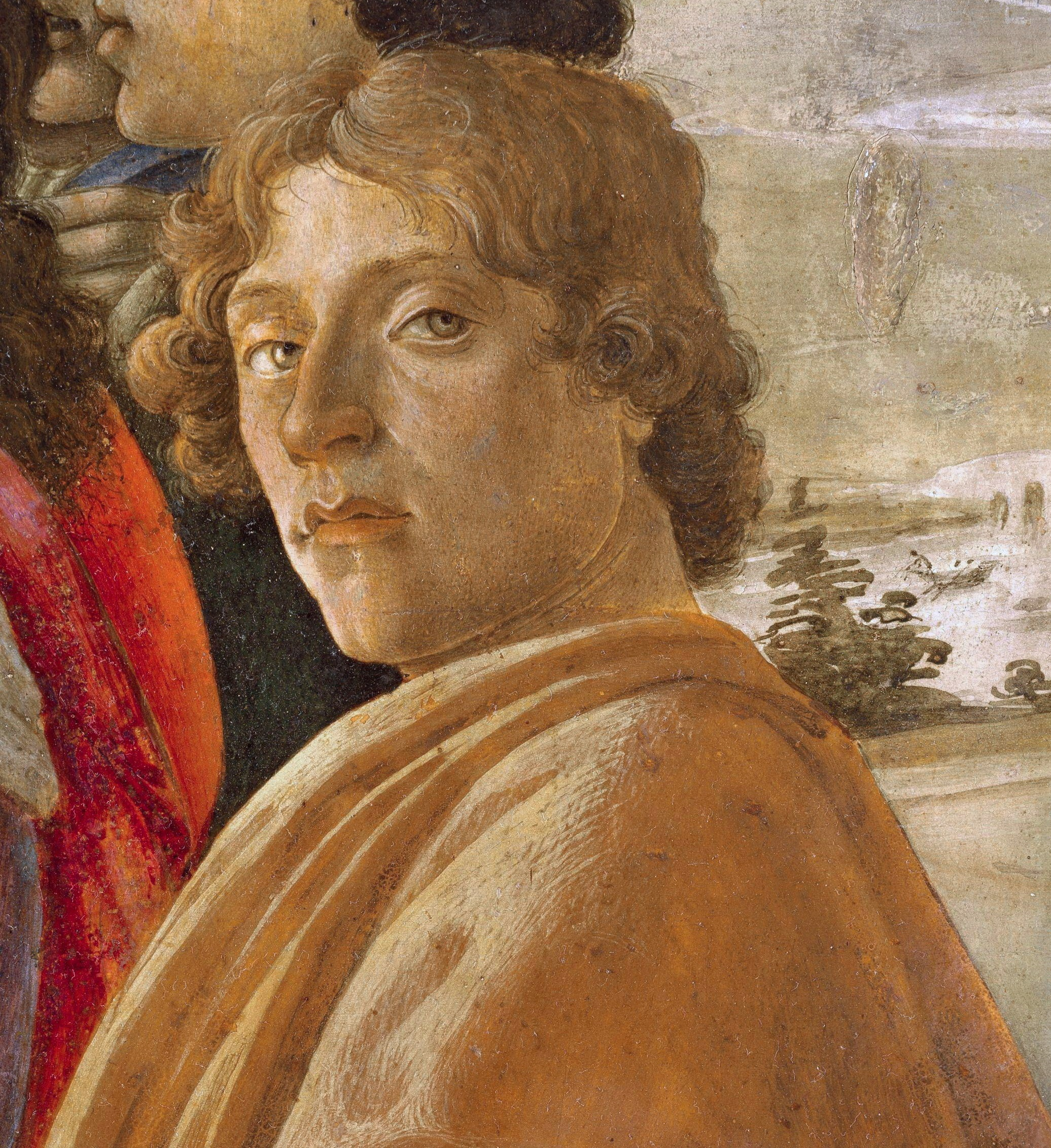
Autoportrait de l'artiste, détail issu de L'Adoration des mages, vers 1475.

Cette page est une liste d'œuvres de Sandro Botticelli (1444/45-1510).
Sandro Botticelli, de son vrai nom Alessandro di Mariano di Vanni Filipepi, est un peintre italien de la Renaissance de l'école florentine, dont les sujets furent d'abord allégoriques et mythologiques pour s'orienter à la fin de sa vie vers le sacré, attitude due à la présence de Jérôme Savonarole dans la cité de Florence, prêchant une stricte observance.
Cette liste est non exhaustive.

## Œuvres existantes majeures
| Image | Titre                                                            | Année               | Caractéristiques                                                                                 | Lieu |
| ----- | ---------------------------------------------------------------- | ------------------- | ------------------------------------------------------------------------------------------------ | --- |
|       | La Vierge à l'Enfant avec un ange                                | 1465 - 1467 env.    | Tempera sur bois, 87 × 60 cm                                                                     | Musée des Innocents, Florence.                                                                                   |
|       | La Vierge à l'Enfant soutenu par un ange sous une guirlande      | 1465 - 1467 env.    | Tempera sur bois, 110 × 70 cm                                                                    | Musée Fesch, Ajaccio.                                                                                            |
|       | La Vierge à l'Enfant                                             | 1467                | Tempera sur bois, 71 × 51 cm                                                                     | Musée du Petit Palais, Avignon.                                                                                  |
|       | La Vierge de la loggia                                           | 1467                | Tempera sur bois, 72 × 50 cm                                                                     | Galerie des Offices, Florence.                                                                                   |
|       | La Vierge à l'Enfant avec deux anges et Jean-Baptiste            | 1468 - 1470 env     | Tempera sur bois, 85 × 62 cm                                                                     | Galleria dell'Accademia, Florence.                                                                               |
|       | La Vierge à l'Enfant avec deux anges (Botticelli)                | 1468 - 1469         | Tempera sur bois, 100 × 71 cm                                                                    | Musée Capodimonte, Naples.                                                                                       |
|       | Portrait de jeune homme                                          | 1470 env.           | Tempera sur bois, 51 × 33,7 cm                                                                   | Galerie Palatine, Florence.                                                                                      |
|       | Le Retour de Judith à Béthulie                                   | 1470 env            | Tempera sur bois, 31 × 24 cm                                                                     | Galerie des Offices, Florence                                                                                    |
|       | La Vierge et l'Enfant dans une gloire de séraphins               | 1469 - 1470         | Tempera sur bois, 120 × 65 cm                                                                    | Galerie des Offices, Florence.                                                                                   |
|       | La Vierge à la roseraie                                          | 1469 - 1470         | Tempera sur bois, 124 × 64 cm                                                                    | Galerie des Offices, Florence.                                                                                   |
|       | La Force                                                         | 1470 env.           | Tempera sur bois, 167 × 87 cm                                                                    | Galerie des Offices, Florence.                                                                                   |
|       | Retable de Saint-Ambroise                                        | 1470 env.           | Tempera sur bois, 170 × 194 cm                                                                   | Galerie des Offices, Florence.                                                                                   |
|       | La Découverte du cadavre d'Holopherne                            | 1470 env.           | Tempera sur bois, 31 × 25 cm                                                                     | Galerie des Offices, Florence.\|                                                                                 |
|       | La Madone de l'Eucharistie                                       | 1470 - 1472 env.    | Tempera sur bois, 85 × 64,5 cm                                                                   | Musée Isabella Stewart Gardner, Boston                                                                           |
|       | La Vierge et l'Enfant avec le jeune saint Jean-Baptiste          | 1470-1475           | bois, 90 × 67 cm                                                                                 | Musée du Louvre, Paris.                                                                                          |
|       | L'Adoration des mages                                            | 1470-1475           | bois, 130,8 × 130,8 cm                                                                           | National Gallery, Londres.                                                                                       |
|       | Portrait d'un jeune homme tenant un médaillon                    | 1470-1480           | bois, 58,4 × 39,4 cm                                                                             | Collection particulière, passé en vente le 28 janvier 2021 chez Sotheby's                                        |
|       | Portrait d'Esmeralda Brandini                                    | 1475 env.           | Tempera sur bois, 67,5 × 41 cm                                                                   | Victoria and Albert Museum, Londres.                                                                             |
|       | Saint Sébastien                                                  | 1474                | Tempera sur bois, 195 × 100 cm                                                                   | Gemäldegalerie, Berlin.                                                                                          |
|       | Portrait de jeune homme                                          | 1475-1500           | bois, 57 × 39 cm                                                                                 | Musée du Louvre, Paris                                                                                           |
|       | L'Adoration des mages                                            | 1475                | Tempera sur bois, 111 × 134 cm                                                                   | Galerie des Offices, Florence.                                                                                   |
|       | Portrait d'homme avec médaille de Cosme l'Ancien                 | 1474 - 1475         | Tempera et stuc doré sur bois, 57,5 × 44 cm                                                      | Galerie des Offices, Florence.                                                                                   |
|       | Portrait de femme aux attributs de sainte Catherine              | 1475                | Tempera, 53,2 × 37,8 cm                                                                          | Musée de Lindenau, Altenbourg                                                                                    |
|       | Scènes de l'histoire d'Esther (ici Esther choisie par Assuérus)  | 1475 (vers)         | Deux anciens cassoni en collaboration avec Filippino Lippi, aujourd'hui dispersés en 6 panneaux. | Musée des beaux-arts du Canada, Musée Condé, Fondation Horne et Palazzo Pallavicini Rospigliosi, Musée du Louvre |
|       | Portrait de Julien de Médicis                                    | 1478 - 1480 env.    | Tempera sur bois, 75,6 × 52,6 cm                                                                 | National Gallery of Art, Washington.                                                                             |
|       | Portrait de Julien de Médicis                                    | 1478 - 1480 env.    | Tempera sur bois, 54 × 36 cm                                                                     | Académie Carrara, Bergame.                                                                                       |
|       | Portrait de Julien de Médicis                                    | 1478 - 1480 env.    | Tempera sur bois, 54,5 × 36,5 cm                                                                 | Staatliche Museen, Berlin.                                                                                       |
|       | La Madone du Livre                                               | 1480 - 1481 env.    | Tempera sur bois, 58 × 39,5 cm                                                                   | Musée Poldi Pezzoli, Milan.                                                                                      |
|       | L'Annonciation de San Martino alla Scala                         | 1481 env            | Fresque détachée, 243 × 555 cm                                                                   | Galerie des Offices, Florence.                                                                                   |
|       | La Madone du Magnificat                                          | 1481 env.           | Tempera sur bois, Tondo 118 × 118 cm                                                             | Galerie des Offices, Florence                                                                                    |
|       | Les Épreuves de Moïse                                            | 1481 - 1482         | Fresque, 348,5 × 558 cm                                                                          | Chapelle Sixtine, Vatican.                                                                                       |
|       | La Punition des rebelles                                         | 1481 - 1482         | Fresque, 348,5 × 570 cm                                                                          | Chapelle Sixtine, Vatican.                                                                                       |
|       | La Tentation du Christ                                           | 1481 - 1482         | Fresque, 348,5 × 555 cm                                                                          | Chapelle Sixtine, Vatican.                                                                                       |
|       | L'Adoration des mages                                            | 1482 env.           | Tempera sur bois, 70 × 103 cm                                                                    | National Gallery of Art, Washington.                                                                             |
|       | Pallas et le Centaure                                            | 1482 env            | Tempera sur toile, 148 × 207 cm                                                                  | Galerie des Offices, Florence                                                                                    |
|       | Portrait de jeune homme                                          | 1482-1485           | Tempera, 43,5 × 46,2 cm                                                                          | National Gallery of Art, Washington                                                                              |
|       | Vénus et Mars                                                    | 1482 - 1483 env.    | Tempera sur bois, 69 × 173 cm                                                                    | National Gallery, Londres.                                                                                       |
|       | L'Histoire de Nastagio degli Onesti (premier épisode)            | 1483                | Tempera sur bois, 83 × 138 cm                                                                    | Musée du Prado, Madrid.                                                                                          |
|       | L'Histoire de Nastagio degli Onesti (deuxième épisode)           | 1483                | Tempera sur bois, 83 × 138 cm                                                                    | Musée du Prado, Madrid.                                                                                          |
|       | L'Histoire de Nastagio degli Onesti (troisième épisode)          | 1483                | Tempera sur bois, 83 × 142 cm                                                                    | Musée du Prado, Madrid.                                                                                          |
|       | L'Histoire de Nastagio degli Onesti (quatrième épisode)          | 1483                | Tempera sur bois, 83 × 142 cm                                                                    | Collection privée, Palazzo Pucci, Florence.                                                                      |
|       | Portrait de jeune homme                                          | 1483 - 1484 env     | Tempera sur bois, 37,5 × 28,2 cm                                                                 | National Gallery, Londres.                                                                                       |
|       | La Madone Bardi                                                  | 1485 env            | Tempera sur bois, 185 × 180 cm                                                                   | Gemäldegalerie, Berlin.                                                                                          |
|       | Portrait de jeune femme                                          | 1485 env            | Tempera sur bois, 61 × 40 cm                                                                     | Galerie Palatine, Florence.                                                                                      |
|       | L'Annonciation                                                   | 1485 env            | Tempera sur bois, 23,9 × 36,5 cm                                                                 | Metropolitan Museum of Art, New York                                                                             |
|       | La Naissance de Vénus                                            | 1485 env            | Tempera sur toile, 172,5 × 278,5 cm                                                              | Galerie des Offices, Florence.                                                                                   |
|       | La Divine Comédie                                                | 1485-1490 env       | Pointe d'argent et encre, coloré à la détrempe sur parchemin, 32,5 × 47 cm                       | Kupferstichkabinett Berlin et Bibliothèque apostolique vaticane.                                                 |
|       | La Vierge à la grenade                                           | 1487 env            | Tempera sur bois, tondo 143,5 × 143,5 cm                                                         | Galerie des Offices, Florence.                                                                                   |
|       | Retable de San Barnaba (Madone avec quatre anges et six saints)  | 1487                | tempera sur panneau 268 × 280 cm                                                                 | Galerie des Offices Florence                                                                                     |
|       | L'Annonciation du Cestello                                       | 1489 - 1490         | Tempera sur panneau, 240 × 235 cm                                                                | Galerie des Offices, Florence.                                                                                   |
|       | Le Printemps                                                     | 1482                | Tempera, 203 × 314 cm                                                                            | Galerie des Offices, Florence.                                                                                   |
|       | Portrait de Lorenzo di Ser Piero Lorenzi                         | 1490 - 1495         | Tempera, 50 × 36,5 cm                                                                            | Philadelphia Museum of Art                                                                                       |
|       | Saint Augustin dans son cabinet de travail                       | 1490 - 1494 env     | Tempera sur panneau, 41 × 27 cm                                                                  | Galerie des Offices, Florence.                                                                                   |
|       | La Madone de la mer Attribution contestée (Filippino Lippi?)     | 1477 env            | Tempera sur panneau, 60,5 × 49,5 cm                                                              | Galleria dell'Accademia, Florence.                                                                               |
|       | Vénus et les trois Grâces offrant des présents à une jeune fille | 1483 - 1486         | Fresque, 211 × 284 cm                                                                            | Musée du Louvre, Paris.                                                                                          |
|       | Un jeune homme présenté par Vénus aux sept Arts libéraux         | 1484                | Fresque transférée sur toile, 238 × 284 cm                                                       | Musée du Louvre, Paris.                                                                                          |
|       | La Nativité                                                      | 1488 - 1490         | Fresque, 200 × 200 cm                                                                            | Santa Maria Novella, Florence                                                                                    |
|       | Saint Augustin dans son cabinet de travail                       | 1480                | Fresque                                                                                          | Église Ognissanti (Florence)                                                                                     |
|       | Vierge à l'Enfant avec deux anges                                | v. 1490             | bois de peuplier                                                                                 | Gemäldegalerie de l'Académie des Beaux-Arts, Vienne                                                              |
|       | Retable de San Marco ou Le couronnement de la Vierge             | 1488 - 1492 environ | Tempera sur bois, 378 × 258 cm                                                                   | Galerie des Offices, Florence.                                                                                   |
|       | La Madone du pavillon                                            | 1493 environ        | Tempera sur bois, 65 × 65 cm                                                                     | Pinacothèque Ambrosienne, Milan.                                                                                 |
|       | La Lamentation sur le Christ mort                                | 1490 - 1495 environ | Tempera sur bois, 140 × 207 cm                                                                   | Alte Pinakothek, Munich.                                                                                         |
|       | La Calomnie d'Apelle                                             | 1495 env.           | Huile sur toile, 62 × 91 cm                                                                      | Galerie des Offices, Florence                                                                                    |
|       | La Vierge et l'Enfant avec le petit saint Jean                   | 1490 - 1500 environ | Tempera sur bois, 74 × 74 cm                                                                     | Musée d'Art de São Paulo, São Paulo                                                                              |
|       | Retable de l'Annonciation                                        | 1490-1500           | tempera sur toile 45 × 13 cm                                                                     | Musée Pouchkine Moscou                                                                                           |
|       | Portrait de jeune femme (Simonetta Vespucci)                     | 1480 - 1485 environ | Tempera sur bois, 82 × 54 cm                                                                     | Städel, Francfort-sur-le-Main.                                                                                   |
|       | Portrait de Simonetta Vespucci                                   | 1476 - 1480 environ | Tempera sur bois, 47,5 × 35 cm                                                                   | Gemäldegalerie, Berlin.                                                                                          |
|       | Pala delle Convertite ou La Sainte Trinité                       | 1491 - 1493 environ | Tempera sur bois, 215 × 192 cm                                                                   | Institut Courtauld, Londres.                                                                                     |
|       | La Lamentation sur le Christ mort                                | 1490 - 1495 environ | Tempera sur bois, 107 × 71 cm                                                                    | Museo Poldi Pezzoli, Milan.                                                                                      |
|       | La Dernière Communion de saint Jérôme                            | 1494 - 1495 environ | Tempera sur bois, 34,3 × 25,5 cm                                                                 | Metropolitan Museum of Art, New York.                                                                            |
|       | Portrait de Dante                                                | vers 1495           | tempera sur toile, 54,7 × 47,5 cm                                                                | Collection particulière                                                                                          |
|       | Histoire de Virginie Romana                                      | 1498 environ        | Tempera sur bois, 83 × 165 cm                                                                    | Académie Carrara, Bergame.                                                                                       |
|       | La Tragédie de Lucrèce                                           | 1496 - 1504 environ | Tempera et huile sur bois, 83,8 × 178,8 cm                                                       | Musée Isabella Stewart Gardner, Boston                                                                           |
|       | Saint Jérôme                                                     | 1498-1505           | Tempera sur toile (transféré du bois) 44,5 × 26 cm                                               | Musée de l'Ermitage Saint-Pétersbourg                                                                            |
|       | La Nativité mystique                                             | 1500 - 1501 environ | Huile sur toile, 108,5 × 74,9 cm                                                                 | National Gallery, Londres.                                                                                       |
|       | Le Baptême de Zénobe et son ordination en tant qu'évêque         | 1500 - 1505 environ | Tempera sur bois, 66,5 × 149,5 cm                                                                | National Gallery, Londres.                                                                                       |
|       | Le Dernier Miracle et la mort de saint Zénobe                    | 1500 - 1505 environ | Tempera sur bois, 66 × 182 cm                                                                    | Gemäldegalerie Alte Meister, Dresde.                                                                             |
|       | Trois miracles de saint Zénobe                                   | 1500 - 1505 environ | Tempera sur bois, 65 × 139,5 cm                                                                  | National Gallery, Londres.                                                                                       |
|       | Trois miracles de saint Zénobe                                   | 1500 - 1505 environ | Tempera sur bois, 65 × 139,5 cm                                                                  | Metropolitan Museum of Art, New York.                                                                            |
|       | Crucifixion mystique                                             | 1502 environ        | Tempera sur toile, 73,5 × 50,8 cm                                                                | Fogg Art Museum, Cambridge (Massachusetts).                                                                      |
|       | Madone Rockefeller                                               | date inconnue       | bois, (46,3 × 36,8 cm)                                                                           | 2003 Collection Covacevich États-Unis Source/Photographe Christie's                                              |
|       | La Vierge à l'Enfant avec le petit saint Jean                    | 1490 - 1500 environ | Tempera sur bois, 84 cm de diamètre                                                              | Sterling and Francine Clark Art Institute, Williamstown (Massachusetts).                                         |